# Віреон мангровий
Віреон мангровий (Vireo pallens) — вид горобцеподібних птахів родини віреонових (Vireonidae).

## Поширення
Він поширений на заході, півдні та південному сході Мексики, далі мозаїчно через Гватемалу, Беліз, Сальвадор, Гондурас, Нікарагуа до західної Коста-Рики. Його переважне середовище проживання — мангрові зарості над найвищою лінією припливів і тропічні та субтропічні сухі ліси.

## Опис
Оливково-сірий птах, має жовту лоральну смужку та дві білі смуги на крилах. Його довжина становить приблизно 10 см. Існують дві різні популяції цього птаха: карибська і тихоокеанська. Популяція Карибського басейну має морфи жовтого і сірого кольору, тоді як популяція Тихого океану не має колірних морф.

## Підвиди
Виділяють 10 підвидів:
- V. p. angulensis (Parkes, 1990): острови Іслас-де-ла-Байя (Гондурас).
- V. p. browningi (A. R. Phillips, 1991): південно-східна частина Нікарагуа.
- V. p. nicoyensis (Parkes, 1990): півострів Нікоя (Коста-Рика).
- V. p. ochraceus (Salvin, 1863): тихоокеанські мангрові зарості від Оахаки до Сальвадору.
- V. p. olsoni (A. R. Phillips, 1991): Беліз.
- V. p. pallens (Salvin, 1863): Гондурас і Нікарагуа.
- V. p. paluster (R. T. Moore, 1938): тихоокеанські мангрові зарості від Сонори до Наяріта.
- V. p. salvini (Van Rossem, 1934): півострів Юкатан та прилеглі острови..
- V. p. semiflavus (Salvin, 1863): південь Мексики, Беліз, Гватемала та Гондурас.
- V. p. wetmorei (A. R. Phillips, 1991): схід Гватемали.